# Comuna Troianiv
Troianiv (în ucraineană Троянівська сільська рада) este o comună în raionul Jîtomîr, regiunea Jîtomîr, Ucraina, formată din satele Stavețke și Troianiv (reședința).

## Demografie
Componența lingvistică a comunei Troianiv
     Ucraineană (98,34%)
     Rusă (1,61%)
     Alte limbi (0,05%)
Conform recensământului din 2001, majoritatea populației comunei Troianiv era vorbitoare de ucraineană (98,34%), existând în minoritate și vorbitori de rusă (1,61%).